# Cerco de Châteaubriant (1488)
O cerco de Châteaubriant de 1488 foi um conflito militar entre a França e o ducado da Bretanha. O exército do rei de França, comandado por Luís II de La Trémoille, sitiou a cidade de Châteaubriant, que foi defendida pelas tropas do duque de Bretanha.
Vindo de Pouancé, o exército francês inicia o cerco a 15 de abril, do lado oriental do castelo. Os sitiados falham uma saída, e aguardam em vão o auxílio do Duque.
As tropas reais tentam entrar na cidade, sem sucesso, e iniciam um bombardeamento das muralhas. Ao fim de dois dias, as muralhas cedem. Os sitiados continuam, mesmo assim, a resistir por mais de uma semana. A 23 de abril os sitiados acabariam por capitular.